# Premio Internacional de Ensayo Jovellanos
El Premio Internacional de Ensayo Jovellanos, que tiene periodicidad anual, fue instituido en 1994 por la Editorial Nobel, de Oviedo (Asturias), coincidiendo con el doscientos cincuenta aniversario del nacimiento del asturiano Gaspar Melchor de Jovellanos, uno de los hombres de espíritu más universal de la cultura española, para quien ninguna rama del saber fue ajena.

## Ganadores
| Año  | Autor                      | Obra                                                                                 |
| ---- | -------------------------- | ------------------------------------------------------------------------------------ |
| 1995 | Antonio Fernández-Rañada   | Los muchos rostros de la ciencia                                                     |
| 1996 | Emilio Lamo de Espinosa    | Sociedades de cultura, sociedades de ciencia                                         |
| 1997 | Gabriel Bello              | La construcción ética del otro                                                       |
| 1997 | Javier Tusell              | La revolución posdemocrática                                                         |
| 1998 | Carlos Castilla del Pino   | El delirio, un error necesario                                                       |
| 1999 | Pedro Laín Entralgo        | Qué es el hombre. Evolución y sentido de la vida                                     |
| 2000 | John R. Searle             | Razones para actuar. Una teoría del libre albedrío                                   |
| 2001 | Amando de Miguel           | Las profecías no se cumplieron                                                       |
| 2002 | Emilio Ferrín              | La palabra descendida. Un acercamiento al Corán                                      |
| 2003 | Félix Duque                | Los buenos europeos. Hacia una filosofía de la Europa Contemporanea                  |
| 2004 | Fernando Zalamea Traba     | Ariadna y Penélope. Redes y mixturas en el mundo contemporáneo                       |
| 2005 | Sophie Bessis              | Las emergencias del mundo. Economía, poder, alteridad                                |
| 2006 | Enrique Gil Calvo          | La ideología española                                                                |
| 2007 | Adela Cortina              | Ética de la razón Cordial                                                            |
| 2008 | Rosa María Rodríguez Magda | Inexistente Al-Andalus. De cómo los intelectuales reinventan el Islam                |
| 2009 | Jesús Manuel Martínez      | Salvador Allende                                                                     |
| 2010 | Víctor Pérez Díaz          | Universidad, ciudadanos y nómadas                                                    |
| 2011 | José Manuel Sánchez Ron    | La Nueva Ilustración, Ciencia, Tecnología y Humanidades en un mundo interdisciplinar |
| 2012 | Manuel Cruz                | Adiós, historia, adiós                                                               |
| 2013 | Antonio Garrigues Walker   | España, las otras transiciones                                                       |
| 2014 | Xosé Luis Barreiro Rivas   | La España evidente                                                                   |
| 2015 | Benigno Pendás García      | Democracias inquietas                                                                |
| 2016 | Juan Pedro Aparicio        | Nuestro desamor a España: cuchillos cachicuernos contra puñales dorados              |
| 2017 | Amador Menéndez Velázquez  | Historia del futuro                                                                  |
| 2018 | Manuel Montero García      | El sueño de la libertad                                                              |
| 2019 | Rosa Navarro Durán         | Secretos a voces. Historia y política bajo la ficción literaria                      |
| 2020 | Luis Roda García           | Cunas, tumbas y huellas                                                              |
| 2021 | Anna Caballé Masforroll    | El saber biográfico                                                                  |
| 2022 | Remedios Zafra             | El bucle invisible                                                                   |
| 2023 | Begoña Quesada             | En defensa de la imaginación                                                         |
| 2024 | Juan Soto Ivars            | La trinchera de las letras                                                           |
| 2025 | Andrés Ortega              | Soledad sin solitud                                                                  |